# 第21條規則
第21條規則於美國內戰前時期在美國眾議院中通過，用以應付層出不窮的美國奴隸制相關請願提案與備忘錄。1836年至1844年間，美國眾議院依該規則（即所謂的禁言規則）不受理與奴隸制相關的任何請願提案，其間所收到的相關提案和備忘錄均遭擱置，直至該規則終被撤消為止。
這項規則由南卡羅來納州眾議員亨利·勞倫斯·平克尼提出，未經辯論即獲通過。在此期間被擱置的相關請願提案成百上千，事關廢除奴隸制度、哥倫比亞特區的奴隸制、逃奴追缉法、逃亡的奴隸、接納奴隸州、美國屬土的奴隸制、非洲殖民、乃至覆議第21條規則本身等等。

## 在該規則生效之前
1830年代，美國反奴隸制學會試圖向國會提案廢除奴隸制。全國各地的廢奴主義者為此串聯，在1831年至1844年間向眾議院提交請願提案逾13萬份。來自南卡羅來納州的眾議員詹姆斯·亨利·哈蒙德率先提出禁言所有的反奴隸制請願提案。後來當選總統的詹姆斯·波爾克時為田納西州的聯邦眾議員，將之交由特別委員會處理以圖解決問題。委員會主席亨利·平克尼的處理方式是拒收相關請願案，所有涉及奴隸制的提案一概自動擱置。1836年，第24屆國會通過了著名的「封口令」（禁言規則），規定所有事關奴隸制的請願提案必須事先獲准進入議程，否則「即予擱置，不得進行下一步」。

## 反對
許多人並不同意這項規定。輝格黨對此就表示反對。一群想要廢除該項規定的國會議員們則由約翰·昆西·亞當斯領導。亞當斯告訴大家，他不是廢奴主義者，但認為該禁言令侵犯了憲法所賦予之請願權，違反憲法第一修正案，即人人都有言論自由並向政府請願以尋求救濟之權。
亞當斯想對該「禁言規則」進行修正或推翻。在輝格黨控制眾議院後，肯塔基州的安德伍德家提出一項修正案，宣布先前的眾議院規則繼續生效，不會在換屆後若干時日內廢除，其中即包括第21條規則。感到不滿的亞當斯為此提出一項針對性的新修正案以廢除第21條規則，該案表決票數112比104，以八票之差獲得通過。
反對亞當斯的人為此想扳倒他，把人從國會委員會主席的位置上弄走，但一試再試都沒成功。

## 亞當斯的計劃
亞當斯也繼續質疑波爾克，說因請願提案而生出禁言令實在該罵，但波爾克沒有回應。亞當斯表示人人皆有思想自由、行動自由。奴隸制應當花時間解決，但若有人不同意慢慢來，也應獲法律保障。
1844年1月，亞當斯和其委員會最終廢除了禁言令。不滿於這項決定的眾議員對此進行了冗長的院內討論。由於許多人仍支持禁言規則並質疑表決結果，於是再次投票，以86比116的比數通過恢復該規則。但眾議院內意見不一，希望再次進行意見調查，看看是否願意重新考慮這次關於恢復禁言規則的投票。表決結果56票贊成，116票反對，恢復禁言令的結果失敗。最後，到了1844年12月3日，國會終於同意撤銷禁言規則。亞當斯行動奏效。

## 來源
- Adams, John Quincy. "John Quincy Adams on the Gag Rule." Digital History, Digital History, 2019, www.digitalhistory.uh.edu/disp_textbook.cfm?smtID=3&psid=376.
- Records of the U.S. House of Representatives
- Miller, William Lee. Arguing about Slavery: the Great Battle in the United States Congress. A.A. Knopf, 1996.